# High Dynamic Range
High Dynamic Range (HDR) je vyšší dynamický rozsah než tzv. Standard Dynamic Range (SDR). Termín se objevuje zejména v oblasti displejů, fotografií, 3D renderování, záznamu a reprodukce zvuku, digitálního zobrazení a digitálního audia. HDR se může vztahovat na analogový či digitalizovaný signál nebo na prostředky nahrávaní, zpracování a reprodukce takovýchto signálů.

## Vizuální
High Dynamic Range Imaging (HDRI) je kompoziční a tónové mapování (tone-mapping) obrazů, které má za cíl rozšířit dynamický rozsah nad nativní schopnost snímacího zařízení.
High Dynamic Range Video (HDR Video) se týká video signálu s větší bitovou hloubkou, jasem a objemem barev než má Standard Dynamic Range, které používá konvenční gama křivku.
High Dynamic Range Rendering (HDRR nebo HDR Rendering) je real-time renderování a zobrazení virtuálního prostředí pomocí dynamického rozsahu 65 535:1 nebo vyššího. Používá se v počítačové, herní a zábavní technologii.
Dne 4. ledna 2016 byly aliancí Ultra HD zveřejněny požadavky jejich certifikace pro HDR displeje. HDR displeje musí mít buď maximální jas větší než 1000 cd/m2 a úroveň černé menší než 0,05 cd/m2 (kontrastní poměr 20 000:1) anebo jas větší než 540 cd/m2 a úroveň černé menší než 0,0005 cd/m2 (kontrastní poměr 1 080 000:1). Tyto dvě možnosti dovolují používat různé druhy HDR displejů, jako je LCD nebo OLED.

## Audio
eXtended Dynamic Range (XDR) se používá pro zvýšení kvality audia přednahraných audiokazet.
HDR Audio je technika dynamického míchání zvuku používaná v herním enginu Frostbite společnosti EA Digital Illusions CE, aby relativně hlasitější zvuky přehlušily ty jemnější.